# Astragalus satteotoichus
Astragalus satteotoichus är en ärtväxtart som beskrevs av Nikolai Fedorovich Gontscharow. Astragalus satteotoichus ingår i släktet vedlar, och familjen ärtväxter. Inga underarter finns listade i Catalogue of Life.